# Trần Tự Khánh
Trần Tự Khánh (chữ Hán: 陳嗣慶;1175 – 3 tháng 1 năm 1224), là một chính trị gia, viên tướng trứ danh thời kỳ suy vong của triều đại nhà Lý, người lãnh đạo chính thống buổi đầu giành quyền lực của họ Trần.
Sau khi cha ông là Trần Lý qua đời, ông là người lãnh đạo gia tộc họ Trần trên con đường danh vọng. Ông dũng mãnh trí lược, đã cùng Nguyễn Nộn, Đoàn Thượng các thế lực cát cứ chia 3 quốc gia bất phân thắng bại. Về sau, ông dẫn đại binh họ Trần kiểm soát triều Lý, được phong Thái úy, cùng đại ca Trần Thừa kiểm soát triều đình.
Sau khi qua đời, ông được Lý Huệ Tông truy tặng làm Kiến Quốc vương (建國王). Sau khi Trần Thái Tông lập ra nhà Trần, truy phong cho ông thành Kiến Quốc đại vương (建國大王), ghi nhận sự quan trọng của ông trong việc thành lập nhà Trần.

## Thân thế
Trần Tự Khánh người hương Tức Mặc, phủ Thiên Trường, Đại Việt. Theo "Phả hệ họ Trần", Trần Tự Khánh là con thứ của Trần Lý, em của Trần Thừa và Linh Từ quốc mẫu. Theo Đại Việt Sử ký Toàn thư thì Trần Tự Khánh là em của Trần Thừa và là anh của Linh Từ quốc mẫu. Cuốn sử này không ghi rõ năm sinh của ông.
Theo vai vế, ông là anh họ của Trần Thủ Độ, và là chú ruột của Trần Thái Tông và Khâm Minh đại vương Trần Liễu.
Trần Tự Khánh lớn lên khi cơ nghiệp nhà Lý đã suy yếu, vào đầu thế kỷ 13 dưới thời Hoàng đế Lý Cao Tông. Triều đình quan lại chơi bời vô độ, dân chúng bị cùng khốn, loạn Phí Lang xảy ra nhiều tháng trời khiến triều đình suy kiệt. Các tướng lĩnh địa phương nhân lúc loạn lạc nuôi ý định xây dựng lực lượng riêng, trong đó có cha Trần Tự Khánh là Trần Lý ở Hải Ấp.

## Phò thái tử nhà Lý
Năm 1209, Cao Tông hoàng đế nghe lời gian thần Phạm Du, giết đại thần Phạm Bỉnh Di. Bộ tướng của Bỉnh Di là Quách Bốc khởi binh báo thù cho chủ, đánh vào kinh thành Thăng Long, Cao Tông hoảng sợ cùng Hoàng hậu chạy lên Quy Hoá, thái tử Lý Hạo Sảm chạy về Hải Ấp, nơi Trần Lý cai quản. Quách Bốc vào triều, lập con thứ của Cao Tông là Lý Thầm lên ngôi. Thầm là con tỳ thiếp của Cao Tông nên bị xét là thứ xuất (con thị thiếp sinh ra), dù lớn tuổi hơn Lý Hạo Sảm.
Thái tử Sảm lấy con gái của Trần Lý, em Trần Tự Khánh là Trần Nhị Nương làm vợ. Nhân có chính lệnh của Thái tử, và có em vợ là Tô Trung Từ làm quan trong triều, Trần Lý có lý do phát triển lực lượng để đánh Quách Bốc. Trần Tự Khánh trở thành người đắc lực giúp cha và cậu thực hiện ý định đó.
Năm 1210, Tô Trung Từ và Trần Lý đánh bại Quách Bốc. Trần Tự Khánh theo giúp và lập được công. Trong khi đánh dẹp, Trần Lý bị tử trận. Sử sách chép không rõ về cái chết của Trần Lý. Tô Trung Từ sai người rồi đến Hải Ấp rước Thái tử định đưa về kinh sư. Đàm Dĩ Mông là em vợ Cao Tông, dù đã hàng phục Quách Bốc và hoàng tử Thầm nhưng vẫn được giữ chức Thái sư. Trần Tự Khánh thay cha thống lĩnh binh chúng, được phong là Thuận Lưu bá (順流伯), đóng quân ở Thuận Lưu (miền Hải Ấp, Hưng Hà, Thái Bình) nhưng không quy phục Cao Tông. Ông kéo quân về kinh thành, cướp bóc tài sản của hoàng cung, nhưng bị dân chúng kinh thành đánh đuổi.
Tháng 10 năm 1210, Cao Tông băng hà, Thái tử lên ngôi, tức là Lý Huệ Tông. Huệ Tông lập Trần Nhị Nương làm Nguyên phi (元妃), Tô Trung Từ được phong làm Thái uý. Để lấy lòng Tự Khánh, Huệ Tông phong ông làm Chương Thành hầu (彰誠侯).

## Đại chiến quần hùng
Nghe tin vua Cao Tông mất, Trần Tự Khánh đem thủy quân đến bến Tế Giang (Mỹ Văn, Hưng Yên) xin với cậu là Tô Trung Từ cho cùng dự tang lễ Cao Tông, nhưng Trung Từ không cho vì sợ Tự Khánh lại làm loạn như lần trước. Tự Khánh phải đem quân về Thuận Lưu.
Cũng tháng đó, Huệ Tông sai người đón em gái thứ hai của Tự Khánh là Trần Thị Dung (Trần Nhị Nương) nhưng Tự Khánh không đáp.
Đầu năm 1211, Huệ lại sai người đón em gái Tự Khánh là Trần Nhị Nương nhưng vẫn bị Khánh từ chối. Đến lần thứ ba, Khánh mới cho bọn Phùng Tá Chu đưa em gái về kinh. Trần Thị Dung được phong làm Nguyên phi.
Tháng 7 năm 1211, Tô Trung Từ đang đêm sang Gia Lâm tư thông với công chúa Thiên Cực, bị quan nội hầu Vương Thượng là chồng công chúa giết chết.
Tuy loạn Quách Bốc bị dẹp nhưng nhiều nơi còn cát cứ chưa hàng phục triều đình. Con rể của Tô Trung Từ là Nguyễn Ma La (cũng gọi là Nguyễn Đà La) thấy cha vợ bị giết, triều đình nghiêng ngả, bèn sang nói với anh cả Tự Khánh là Trần Thừa, xin tiến binh dẹp yên ấp Khoái. Nguyễn Ma La cùng với vợ là Tô thị (em họ Tự Khánh) lên thuyền sang đạo Thuận Lưu để gặp bộ tướng của Tô Trung Từ là Nguyễn Trinh thì bị Nguyễn Trinh giết rồi cướp lấy Tô thị đem về. Tô thị sai người tố cáo với Trần Thừa. Trần Thừa bèn sai Tô thị dụ được Trinh và giết chết.
Trần Tự Khánh nhân lúc Ma La kéo đi, kinh thành bỏ trống, lập tức mang quân về kinh sư. Theo Việt sử lược, ông an táng người cậu Tô Trung Từ ở làng Hoạch. Các tướng cát cứ ở Hồng châu là Đoàn Thượng và Đoàn Văn Lôi nói vu Trần Tự Khánh với vua Huệ Tông rằng: "Trần Tự Khánh đem binh về kinh sư là muốn mưu đồ việc phế lập". Lý Huệ Tông tin là thật, nổi giận, tháng 7 bèn hạ chiếu cho các đạo binh đánh Trần Tự Khánh, và giáng Nguyên phi Trần Nhị Nương xuống làm Ngự nữ. Đoàn Thượng và Đoàn Văn Lôi đem binh về kinh sư. Huệ Tông hạ chiếu tấn phong tước hầu cho Đoàn Thượng.
Họ Đoàn đem quân đánh anh em họ Trần ở ải Hoàng Điểm. Trần Tự Khánh sai bộ tướng Lại Linh cùng tướng Khoái Châu là Nguyễn Đường ra chống cự. Nguyễn Đường bị bắt. Tự Khánh bị thua, giận dữ phá đê cho nước sông chảy tràn vào các ấp rồi về. Miền Khoái Châu mất tin tưởng ở họ Trần, theo về với họ Đoàn.
Trong khi đó, Tự Khánh vẫn tiếp tục đánh chiếm các miền ở hai bờ sông Hồng để phát triển thế lực. Hai lần ông đánh bại tướng của Đoàn Ma Lôi là Đinh Cẩm, đóng ở Đọi Sơn (Duy Tiên, Hà Nam). Họ Trần kiểm soát được cả miền Lý Nhân (Hà Nam). Trần Tự Khánh tìm cách liên kết với hào trưởng Nguyễn Tự để tiêu diệt thế lực đối địch mạnh nhất của mình là họ Đoàn.
Tháng 12 âm lịch năm 1211, Tự Khánh do lo sợ Trần Thị Dung ở trong kinh sư bị hãm hại, kéo binh đến bến Tế Giang, sát ngay Thăng Long. Đàm Thái hậu ngờ vực Tự Khánh có ý phế lập ngôi vua. Tự Khánh bèn cắt tóc thề trời. Lại sai Thiên Trinh công chúa 天貞奏 tâu rằng mình không có ý khác. Thái hậu vẫn không tin. Đêm đó, Thái hậu đem ba Hoàng tử; Nhân Quốc vương, Lục hoàng tử và Thất hoàng tử con của Cao Tông với các thị thiếp khác dìm đầu chết ở sau giếng trong cung. Rồi sai đem xác cả ba ngươi vứt ra ngoài thành. Quần thần đều sợ Thái hậu không ai dám can. Thế là ngôi vị của Huệ Tông được giữ vững mà không sợ bị phế lập.
Đầu năm 1212, Trần Tự Khánh và Nguyễn Tự họp nhau ở bến Triều Đông, thề làm bạn sống chết có nhau, tận trung báo quốc, cùng bình họa loạn. Hai người chia nhau phạm vi chiếm cứ, lấy sông Lô, sông Thiên Đức (sông Đuống) làm giới hạn, mỗi người thống suất một bên Từ Thượng Khối (Bắc Ninh) đến Na Ngạn (Lục Ngạn, Bắc Giang), các hương ấp dọc theo sông Đuống và đường bộ là thuộc về Tự Khánh. Từ Kinh Ngạn bờ sông Hồng, (thuộc Kinh sư) đến Ô Diên (Hoài Đức, Hà Tây) thuộc về Nguyễn Tự, hẹn đến tháng 3 năm Nhâm Thìn thì họp binh tấn công đất Hồng Châu của họ Đoàn.
Vua phong Tự Khánh làm hầu, thụy là Chương Thành 彰誠. Mặt khác, Huệ Tông lại cùng với thái hậu Đàm thị và một số cận thần vẫn ngầm mưu diệt họ Trần. Tháng 2, vua Huệ Tông đánh dư đảng của Nguyễn Tự không được, định chạy lên Lạng Châu. Tự Khánh nhiều lần ngăn cản, ép vua phải về kinh. Vua cùng Thái hậu đến trước Phật, thề rằng: “Trẫm đức mỏng, đội ngôi ngọc, khiến gặp loạn ly, sự nghiệp tổ tông sắp đổ, đến nỗi cung giá nhiều lần dời đổi. Nay muốn nhường ngôi trời, nhường cho người hiền đức.” Nói xong, rút dao định cắt tóc. Tự Khánh cùng quần thần đều dập đầu đến chảy máu, vua mới thôi. Bấy giờ Huệ Tông thấy thế lực họ Trần mạnh lên, bèn truyền cho văn võ bá quan đều phải nghe mệnh lệnh Trần Tự Khánh.
Mùa đông tháng 12, Đàm Kinh Bang cùng người khác dâng tội trạng của Nội Minh tự Doãn Tín Dực 尹信翊 lên Tự Khánh. Tự Khánh nổi giận, phát binh đến Long Thành 龍城, sai Chỉ huy sứ điện tiền Nguyễn Ngạnh 阮硬 dẫn quan chức vào cấm cung, lớn tiếng rằng: “Tín Dực nịnh hót ý trên, làm loạn phép nước; ra vào nơi linh cữu, không phân tôn ti; thần xin trừ đi, để khỏi làm bẩn thanh nghị!” Tín Dực sợ hãi, trốn lên gác Hương Các 香閣. Ngạnh xông vào, bắt giải đến Tự Khánh, trói bằng năm vòng xích sắt, giải đến quán Mỹ Lộc 美禄館.
Đầu năm 1213, thái hậu sai người đi với bọn tướng sĩ ở đạo Phù Lạc và đạo Bắc Giang, hẹn ngày cùng phát binh đánh Tự Khánh. Đúng ngày đã định, các tướng Phan Thế ở Phù Lạc, Ngô Mãi ở Bắc Giang tiến đến cửa Đại Hưng (cửa nam thành Thăng Long). Tự Khánh đang ở bến Đại Thông, nghe tin đó liền kéo quân lên kinh sư, vào cấm thành, đốt cầu Ngoạn Thiềm rồi lại trở về Đại Thông.
Sau khi chiếm được đồng bằng hạ lưu sông Hồng và sông Đáy (trừ miền Đại Hoàng), Tự Khánh phát triển thế lực lên Quốc Oai. Vùng Quốc Oai vốn thuộc phạm vi kiểm soát của Nguyễn Tự. Khi đó Tự chết, phó tướng là Nguyễn Cuộc thay thế. Tự Khánh tiến quân lên Quốc Oai, dụ hàng được Nguyễn Cuộc, thanh thế thêm mạnh.
Tự Khánh thả Tín Dực 信翊 về kinh sư, lại hậu tặng và nói: “Công về hãy vì ta nói tốt với hai cung, làm rõ lòng trung từ đầu đến cuối, đừng nghe lời tiểu nhân, để ta được bảo toàn tính mạng.” Tín Dực đến kinh, vua hỏi về Tự Khánh, Tín Dực nói: “Tự Khánh có lòng soán nghịch.” Vua và Thái hậu càng thêm nghi kỵ.
Năm 1214, tháng Giêng, Chương Thành hầu Tự Khánh 彰誠侯嗣慶 hội binh các đạo, thề tại miếu Thái úy Đỗ 杜太尉 ở Đông Phù Liệt 東扶列, định đánh kinh sư.
Lý Huệ Tông bèn cùng thái sư Đàm Dĩ Mông tự làm tướng, hẹn với quân Hồng châu của Đoàn Thượng đi đánh Tự Khánh, đến Mễ Sở gặp quân của họ Trần do Vương Lê, Nguyễn Cải chỉ huy. Hai bên chưa giao chiến, quân của Lê, Cải mới hò reo tiến lên, quân triều đình đã tự tan vỡ. Vương Lê, Nguyễn Cải bắt được thuyền rồng. Cánh quân đạo Bắc Giang do thái sư Đàm Dĩ Mông thống xuất tới bến An Diên (Thường Tín, Hà Tây) thì bị quân của Trần Thừa tiến đánh.
Em họ Trần Tự Khánh là Trần Thủ Độ cùng Trần Hiến Sâm ở tả ngạn cũng tiến đánh thắng quân triều đình. Các tướng họ Trần khác là Phan Lân, Nguyễn Nộn từ Quốc Oai tiến đến chợ Dừa đánh thắng các tướng ở Hồng châu là Đoàn Cấm, Vũ Hốt. Lý Huệ Tông thất thế, vô cùng kinh sợ, phải cùng Thái hậu chạy lên Lạng Châu.
Tự Khánh chiếm được kinh đô. Vài ngày sau, ông cắt tóc làm tin, sai người đem thư lên Lạng Châu gặp Huệ Tông và nói rõ ý mình rằng:
"Dân tình uất ức, không thấu được lên trên. Cho nên, nhân lòng giận dữ của người trong nước, thần khởi binh dẹp lũ đó, cắt trừ gốc họa, để yên lòng dân mà thôi. Đến như thân phận vua tôi, thần không dám phạm đến một chút nào. Ngờ đâu, phải gánh lấy tội chuyên quyền đánh dẹp, để khiến cho xa giá phải long đong, tự xét tội của thần thật đáng vạn lần chết. Xin bệ hạ nguôi cơn giận dữ, quay xa giá về kinh sư để thỏa lòng người mong muốn"
Nhưng vua Huệ Tông từ chối không theo Tự Khánh.
Tự Khánh lại sai Đàm Kinh Bang 譚經邦 dẫn bá quan, chuẩn bị pháp giá, nghênh vua về kinh. Vua định theo. Quần thần đều mừng. Tín Dực 信翊 tâu với Thái hậu: “Người ấy lâu nay ôm lòng khác, muốn lập mưu bắt giữ, sao gọi là nghênh? Xin bệ hạ suy nghĩ kỹ.” Thái hậu đồng ý. Hôm sau, vua lệnh xe giá trở về, vào tâu Thái hậu, Thái hậu nói: “Vua vì trọng trách quốc gia mà phải về, còn mẹ già này biết về đâu?” Vua biết Thái hậu không muốn về, bèn cùng đi. Cổ Lộng 古弄, Kinh Bang và người khác chặn đường níu cương ngựa, khóc rằng: “Kinh sư là nơi bốn phương trông đợi. Bỏ đó không về, định đi đâu?” Lại nói: “Thần thấy lòng Tự Khánh trung thành không hai, bệ hạ nghi gì?” Vua cảm động xuống ngựa, bảo quần thần: “Nước nhà bất hạnh, gặp nhiều biến cố. Nay Thái hậu vượt hiểm trở, trẫm nào dám rời việc sớm tối thăm hỏi?” Rồi thúc xe mà đi.

## Lập Nguyên vương
Không đón được Huệ Tông về kinh, Tự Khánh triệu tập các vương hầu, bá quan bàn việc cải lập, sai người đón một người con của Lý Anh Tông là Huệ Văn vương (惠文王) đến bến Hạc Kiều, lập làm đế.
Tháng 3 năm Giáp Tuất (tháng 4 năm 1214), Huệ Văn vương lên ngôi ở điện Đại An, cải nguyên là Càn Ninh, hiệu là Nguyên Vương (元王).
Anh em họ Đoàn tấn công đất Bắc Giang do tướng của Tự Khánh là Nguyễn Nộn đóng giữ. Hai bên đánh nhau ở núi Đông Cứu (Gia Lương, Bắc Ninh), Nguyễn Nộn giết chết được Đoàn Nguyễn. Tuy nhiên lúc đó nội bộ phe Tự Khánh xảy ra phản loạn lớn. Tướng ở Cam Giá (thị xã Sơn Tây) là Đỗ Bị lại nổi lên chống cự. Miền Cam Giá lại tách khỏi phạm vi thế lực của anh em họ Trần, hình thành một thế lực mới. Cùng lúc đó, Nguyễn Nộn ở Bắc Giang sau khi đánh được họ Đoàn cũng phản lại Tự Khánh, xây dựng một thế lực rất lớn. Do việc cát cứ của Đỗ Bị, Nguyễn Nộn, kinh thành Thăng Long bị uy hiếp. Tự Khánh giết Nghĩa Tín vương 義信王 tại Diêu Đàm 窰潭 vì thông mưu với Nguyễn Nộn. Tự Khánh lấy hết vàng bạc, của cải các kho và phóng hỏa đốt 19 cung điện ở kinh đô rồi đưa vua mới là Càn Ninh xuống hành cung Lý Nhân (Hà Nam).
Tháng 6, Nguyễn Nộn đem binh đến Thăng Long đánh nhau với Tự Khánh, Khánh đốt cung Thánh Nghi. Huệ Tông và thái hậu đang ở Nam Sách trở về Thăng Long, phong cho Nguyễn Nộn tước hầu để mượn tay Nộn chống họ Trần. Tháng 9, Tự Khánh dẫn quân phạm cửa khuyết. Vua cùng Thái hậu ngự đến nơi quân binh hội tụ (để tránh nạn). Cùng ngày, Tự Khánh thả quân cướp của cải trong Ngự phủ, rồi đốt cung điện và nhà dân trong kinh thành gần hết. Vua và Thái hậu phải dựng nhà tranh ở tạm.
Thế là sau khi nương tựa thế lực cát cứ địa phương họ Trần, họ Đoàn không được, nhà Lý lại liên minh với một thế lực cát cứ địa phương thứ ba là Nguyễn Nộn ở Bắc Giang. Cục diện trong nước lúc này đại thể hình thành ba thế lực: Phía bắc là Nguyễn Nộn, phía đông là Đoàn Thượng, phía nam là Trần Tự Khánh.
Ngoài mấy lực lượng lớn, còn có những thế lực nhỏ ở các địa phương. Một thế lực cát cứ khá quan trọng là Ô Kim hầu Lý Bát ở đất Ô Kim (Hoài Đức, Hà Tây) chống lại triều đình, nhưng không theo Tự Khánh. Ở Quy Hóa (miền Yên Bái, Tuyên Quang dọc sông Hồng) có họ Hà, cha truyền con nối cai trị đất trại này . Ngoài ra, còn thế lực cát cứ ở miền Đại Hoàng (Ninh Bình) của họ Phạm ở Nam Sách. Khắp nơi trong nước vẫn trong tình trạng hỗn loạn.
Đầu năm 1214, Huệ Tông chạy đến hương Bình Hợp (chưa rõ ở đâu), Trần Tự Khánh lấy lại Bình Hợp, rồi đem quân bao vây Thăng Long, đốt cung điện, phá nhà cửa. Huệ Tông phải dựng lều tranh để ở.
Tháng 5 năm 1214, ông mang quân đánh thắng lực lượng của Bùi Đô và Đinh Khả ở châu Đại Hoàng.

Năm 1215, mùa xuân tháng Giêng, vua ban chiếu:
Trần Tự Khánh 陳嗣慶 tụ đảng hung ác, cướp phá kinh sư, đánh chiếm thủy bộ, gây tổn hại đến tông miếu xã tắc. Từ mùa đông năm ngoái, lửa loạn càng dữ, dẫn quân lính tàn bạo, cướp bóc tài vật của ta, thiêu hủy cung điện, khiến phố phường kinh thành hóa thành tro bụi. Trẫm vì phẫn nộ của muôn dân, nhờ linh thiêng của một tổ sáu tông, thân chinh sáu quân, đích thân chinh phạt. Nay bảo các tướng soái, binh sĩ, đều nghe chiếu chỉ, tận tâm tận lực, để đáp lòng trẫm.
Tháng 5, Tự Khánh gả em gái là Trần Tam Nương 陳三娘 cho Nguyễn Đường. Bấy giờ, vua Lý Huệ Tông thấy thế của Tự Khánh mạnh, muốn nhường ngôi cho Nguyên Vương nhưng bị triều đình ngăn cản. Mùa thu tháng 7, Tự Khánh đốt cung Động Nhân 洞仁宮, vua sai rước thần chủ Thái hậu Linh Nhân 靈仁太后 về miếu Chúc Thánh 祝聖祠. Tự Khánh sau đó lần lượt trả lại các vật đã cướp bóc như mũ Bình Thiên, ngai vàng.
Đầu năm 1216, Huệ Tông lại lập Trần Nhị Nương (trước bị giáng xuống làm ngự nữ) làm Thuận Trinh phu nhân. Đàm Thái hậu cho Trần Tự Khánh là kẻ phản trắc, thường chỉ Trần Nhị Nương mà nói là bè đảng của giặc, bảo Huệ Tông đuổi bỏ đi; lại sai người nói với phu nhân bảo phải tự sát. Huệ Tông biết bèn ngăn lại. Đàm Thái hậu bỏ thuốc độc vào món ăn uống của phu nhân. Mỗi bữa ăn vua chia cho phu nhân một nửa và không lúc nào cho rời bên cạnh.
Tháng 4 năm 1216, lại xảy ra loạn lạc khác: các tướng ở Cảo Xã (Nhật Tảo, Từ Liêm, Hà Nội) là Đỗ Át, Đỗ Nhuế chống lại triều đình. Vua Huệ Tông dựa vào Lý Bát, sai Bát đánh lại, nhưng không thắng. Trước tình thế đó, Huệ Tông đành lại quay về nương nhờ anh em họ Trần.

## Phò Huệ Tông
Trần Tự Khánh sai bộ tướng Vương Lê đem thủy quân đi đón Huệ Tông sang Cứu Liên.
Khi đó trong triều, Đàm Thái hậu ngày ngày muốn giết Trần Nhị Nương, sai người cầm chén thuốc độc bắt phu nhân phải chết. Huệ Tông ngăn lại không cho, rồi đêm ấy cùng với phu nhân lẻn đi đến chỗ quân của Tự Khánh; gặp khi trời đã sáng, phải nghỉ lại ở nhà tướng quân Lê Mịch ở huyện Yên Duyên, gặp tướng của Tự Khánh là Vương Lê đem binh thuyền đến đón. Vua mới đỗ lại ở bãi Cứu Liên và truyền cho Tự Khánh đến chầu.
Tự Khánh đón được Huệ Tông, bèn phế Nguyên vương mà mình từng đưa lên ngôi xuống làm Huệ Văn vương.
Tháng 12 năm 1216, Thuận Trinh phu nhân Trần thị được phong làm Hoàng hậu. Từ lúc đó, anh em, thân thuộc họ Trần chiếm hết các chức văn võ quan trọng trong triều: Tự Khánh làm Thái úy, khi xướng lễ không phải gọi tên; anh trai ông Trần Thừa được phong tước Liệt hầu làm nội thị phán thủ; Trần Liễu (con cả Trần Thừa), Phùng Tá Chu, Phạm Kính Ân và Lại Linh được tước Quan nội hầu; con cả Tự Khánh là Trần Hải được phong tước Hiển Đạo vương. Nắm quyền lớn trong tay, Trần Tự Khánh quyết ý đánh dẹp Bắc Giang vương Nguyễn Nộn, Hiền Tín vương Lý Bát, Hồng hầu Đoàn Văn Lôi, Hà Cao ở Quy Hóa.

## Đánh đông dẹp bắc
Tháng 6 năm 1217, Đoàn Thượng thấy thế lực họ Trần mạnh, tạm quy hàng triều đình, được phong tước vương và vẫn giữ vùng Hồng châu.
Tháng 6 năm 1218, Trần Thừa và Trần Tự Khánh gả em gái là Trần Tam Nương cho Đoàn Văn Lôi (Hồng hầu) thu phục đất Hồng Châu. Thế là họ Trần tạm dẹp yên được một thế lực chống đối quan trọng.
Tự Khánh tiến đánh thế lực cát cứ của Đỗ Bị ở Cam Giá. Các thuộc ấp ở Phong châu đều ra hàng.
Tự Khánh lại đánh Lý Bát chiếm lại đất Từ Liêm. Lý Bát phải chạy lên miền thiểu số ở sách An Lạc (Vĩnh Phúc).
“ Thái Tổ ta (Trần Thừa) dẫn quân các đạo đánh Nộn ở Bắc Giang, sai phá đê cho nước tràn vào các hương ấp. Lại Linh theo thế nước đánh, quân Nộn đại bại, bắt được vợ con Nộn. Nộn cùng hơn 100 người lui giữ Phù Ninh 扶寧.
Cùng ngày, Thái úy Tự Khánh dẫn quân đến trạm Nỗ 弩驛 nghỉ, đùa, chỉ tay vào nhánh cây nhỏ trên cây, bảo tả hữu: “Ta mà (có số) làm vua, sẽ bắn trúng nhánh này (吾為君等射中此枝).” Một phát trúng ngay, mọi người kinh phục. Ngồi chưa lâu, trạm bị sập đè lên Thái úy, mọi người rất sợ, dỡ gỗ ra cứu, Thái úy không hề hấn gì.

Phong Quan nội hầu Lại Linh làm Tri châu Nghệ An 乂安州事. Thái Tổ và Thái úy Tự Khánh gả em gái là Trần Tam Nương 陳三娘 cho Hầu Hồng là Đoàn Văn Lôi 段文雷. Văn Lôi dũng cảm, có mưu lược, được lòng người, nên người Hồng phần nhiều theo về. ”— Việt sử lược   
Tháng 5, năm 1220, Trần Tự Khánh tiến đánh Hà Cao ở Quy Hoá, chia quân làm hai đạo: Tự Khánh, Trần Thừa theo sông Quy Hoá (sông Hồng), Lại Linh, Phan Cụ theo đường sông Tuyên Quang (sông Lô), hai đạo cùng tiến. Cao cùng vợ con thắt cổ chết. Từ đó cả miền Thượng Nguyên Lộ (Thái Nguyên), Tam Đái Giang (Vĩnh Phúc) đều được dẹp yên.

Tháng 12 năm 1223, Phụ quốc Thái úy Trần Tự Khánh qua đời ở Phù Liệt, không rõ bao nhiêu tuổi.
Tháng 12, ngày Kỷ Mão, Phụ quốc Thái úy Trần Tự Khánh 陳嗣慶 mất tại phủ Phù Liệt 扶列第. Vua cùng Thái hậu đến viếng, khóc rất thảm, truy tôn là Kiến Quốc vương 建國王.
Quyền bính trong triều được giao cho anh trai ông Trần Thừa, người kế tục chức vị Phụ quốc Thái úy, và em họ ông là Điện tiền chỉ huy sứ Trần Thủ Độ. Về cơ bản, Trần Tự Khánh đã dẹp hầu hết các thế lực cát cứ chống triều đình, chỉ còn Nguyễn Nộn ở Bắc Giang và Đoàn Thượng ở Hồng châu chưa trừ bỏ được hẳn.

## Nhận định
Sử gia Ngô Sĩ Liên viết về ông như sau:
Năm đầu niên hiệu Kiến Gia, giặc cướp đua nhau nổi dậy, Huệ Tông nhu nhược không đánh dẹp được. Trần Tự Khánh vì cớ Huệ hậu bị thái hậu làm khổ mà đem quân phạm cửa khuyết xin đón xa giá. Đương lúc bấy giờ, lòng người không thể không ngờ vực, cho nên Huệ Tông có lệnh bắt Tự Khánh mà không bắt được. Tự Khánh muốn làm cho kỳ được mới nhiều lần làm kinh động đến vua, xa giá phải dời chỗ mấy lần, tội rõ ràng rồi. Nhưng mà Huệ Tông và Huệ hậu rốt cuộc phải nhờ Tự Khánh mới được yên, thì tội ấy không kể đến. Thế là việc tuy là trái nhưng tình thì thuận, sử chép không nêu lên nhưng thực cũng có nêu đấy. Nếu không thế thì chỉ là kẻ đầu sỏ giặc cướp mà thôi.
Ngô Thì Sĩ trong Việt Sử Tiêu Án đã luận tội Trần Tự Khánh một cách rất gay gắt như sau:
"Vua Huệ Tông tìm sắc đẹp ở trong làng chài lưới, cha chết chưa chôn mà ở trước cữu sai người đi đón con gái, trong cung được lúc lo buồn, bỏ mẹ mà cùng chạy trốn với gái, ân ái như thế, cớ gì Tự Khánh lại đem quân đến kinh đô, cớ gì nó lại rước vua, là vì nó muốn đem Huệ Tông làm của hiếm có, giữ lấy ở tay nó, để sai khiến thiên hạ, cho nên nó thác ra là nhớ em gái, làm cho Huệ Tông tin chắc mà giao phó thân cho nó, nếu Tự Khánh không chết, thì nó sẽ chẹt cổ Huệ Tông mà cướp lấy ngôi báu, còn đợi đâu đến truyền ngôi vua cho con gái nữa? Đại để là trời muốn cho nhà Trần lên, cho nên đem Ngự nữ làm mê hoặc tâm chí Huệ Tông; lại muốn đem ngôi vua cho con trai Trần Thừa, cho nên lại bắt Tự Khánh chết đi, để cho Trần Cảnh nhận ngôi vua ở Phật Kim. Đấy là tâm tích Tự Khánh và định án nhà Lý, nhà Trần hưng vong như thế đó".
Sách Việt sử lược mặc dù do người nhà Trần soạn (1377) vẫn ghi lại các sự kiện phản nghịch của Trần Tự Khánh khi đánh phá triều đình nhà Lý. Ngoài ra, sách cũng ghi nhận dã tâm cướp ngôi làm vua của Trần Tự Khánh:
"Cùng ngày, Thái úy Tự Khánh dẫn quân đến trạm Nỗ 弩驛 nghỉ, đùa, chỉ tay vào nhánh cây nhỏ trên cây, bảo tả hữu: “Ta mà (có số) làm vua, sẽ bắn trúng nhánh này (吾為君等射中此枝).” Một phát trúng ngay, mọi người kinh phục. Ngồi chưa lâu, trạm bị sập đè lên Thái úy, mọi người rất sợ, dỡ gỗ ra cứu, Thái úy không hề hấn gì."
Chính sự nhà Lý đổ nát, Cao Tông chơi bời, Huệ Tông nhu nhược, họ Lý không còn khả năng trị nước, quần hùng nổi dậy, nước Đại Việt có nguy cơ tái diễn loạn 12 sứ quân cuối thời nhà Ngô. Thậm chí quy mô, tâm vóc lực lượng và địa bàn trấn giữ của một số sứ quân lúc đó còn lớn hơn các sứ quân thời Ngô.
Vua Huệ Tông không muốn dùng ngoại thích, quay một vòng dựa vào các sứ quân khác nhau, nhưng rốt cục phải dựa vào Tự Khánh. Thực tế đã chứng minh rằng không sứ quân nào khi đó có tài năng ổn định đại cục bằng ông. Trần Tự Khánh đã chứng tỏ không chỉ là tướng quân tài ba mà còn có bản lĩnh chính trị khá già giặn.
Thoạt đầu, do hành động quấy phá kinh thành của Tự Khánh, có ý kiến xem ông như tướng cướp, nhưng xét cho kỹ đó chỉ là động thái muốn "tranh hùng", không những thử vua Lý mà còn thử cả Tô Trung Từ. Ông kéo vào kinh mưu nắm lấy vua, định "mượn tiếng thiên tử để sai khiến chư hầu" như vị thế của Tào Tháo nắm Hán Hiến Đế. Họ Lý không còn khả năng trị quốc, lẽ ra công đầu đánh Quách Bốc, tái lập ngôi vua và nắm chính trường thuộc về Tô Trung Từ (khi Trần Lý đã chết), nhưng Trung Từ lại chết vì ham sắc và Trần Tự Khánh đã nắm được thời cơ đó. Cái chết đáng hổ thẹn của Tô Trung Từ càng cho thấy Trung Từ không đủ phẩm chất để ngồi ở ngôi phụ chính "nắm vua dẹp loạn". Quy luật đào thải cho thấy sớm muộn ngôi đó cũng về tay Trần Tự Khánh.
Không đón được Huệ Tông, ông quay sang lập Huệ Văn vương. Đó chính là cách làm của Quách Bốc (lập Lý Thầm), Mạc Đăng Dung (lập Lê Cung Hoàng), tạo thế "đối trọng": dựng vua mới khi vua cũ ngả sang sứ quân khác, dù vua dựng sau ở vị thế kém hơn. Đây là hoàn cảnh bất đắc dĩ phải làm như vậy. Tới khi vua Huệ Tông ngỏ ý quay về, Tự Khánh sẵn sàng đổi giận làm mừng, giữ phận tôi con mà đón rước. Như vậy, ông đã nhanh chóng tránh được vị thế bất đắc dĩ của Quách Bốc, Mạc Đăng Dung mà sắm lấy vai của Tào Tháo - nắm lấy danh chính để đánh dẹp. Nếu trong tay người tàn nhẫn như Trần Thủ Độ, có lẽ Huệ Văn vương đã bị giết khi vua cũ Huệ Tông được rước về. Nhưng Tự Khánh không làm như vậy.
Từ khi nắm vua Lý trong tay, Trần Tự Khánh thắng các "chư hầu" như chẻ tre. Gần như một tay ông yên định thiên hạ chia năm xẻ bảy khi đó. Nếu không có sự phản trắc của tướng dưới quyền ông là Nguyễn Nộn, cơ bản ông đã thống nhất được giang sơn Đại Việt về một mối, vì Đoàn Thượng đã suy yếu nhiều so với thời kỳ đầu khó lòng dám một mình chống đối triều đình.
Các sử gia thống nhất rằng: Xét toàn cục trong thời loạn lạc cuối nhà Lý, công dẹp Quách Bốc và các hào trưởng địa phương khiến họ Trần trở thành người thay thế họ Lý xứng đáng hơn cả; trong đó có sự đóng góp lớn nhất của Trần Tự Khánh. Quyền lực chính quyền trung ương lại dần dần tập trung, củng cố dưới sự lãnh đạo của họ Trần. Tình hình yên ổn và vị thế khá vững vàng của họ Trần trong triều tạo điều kiện cho Trần Thủ Độ sau đó thực hiện việc chuyển ngôi chính thức từ họ Lý sang họ Trần. Chẳng những cha con Trần Thừa, Trần Cảnh mà ngay cả Trần Thủ Độ cũng được thừa hưởng cơ nghiệp của ông để lại. Nói về sự kiện thay ngôi nhà Lý, "bàn tay" của Trần Thủ Độ được nhắc tới nhiều hơn cả, nhưng công lao "dọn chướng ngại" cho Thủ Độ hành động thuộc về Trần Tự Khánh.
Nhà Trần sau này có nhiều võ tướng quý tộc có tên tuổi trong lịch sử Việt Nam như Trần Quốc Tuấn, Trần Quang Khải, Trần Nhật Duật... Trần Tự Khánh chính là danh tướng đầu tiên của tông thất họ Trần.

## Gia đình
- Cha: Trần Lý
- Mẹ: Tô thị
- Cậu: Tô Trung Từ
- Anh trai: Trần Thừa
- Anh em họ: Trần Thủ Độ
- Em gái thứ hai: Trần Thị Dung, lấy vua Lý Huệ Tông.
- Em gái thứ ba: Trần Tam Nương 陳三娘, gả cho Nguyễn Đường, Đoàn Văn Lôi.
- Con trai: Trần Hải 陳海, được phong Hiển Đạo vương 顯道王. Năm 1222, mùa đông, làm lễ nạp hôn có sự tham dự của vua Lý Huệ Tông và Đàm Thái hậu. Từ sau khi cha chết, không thấy thông tin.[11]
- Cháu họ: Trần Nhật Cảnh